# Oldambt (Landstrich)

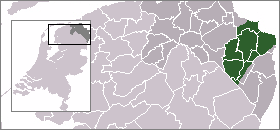
Lage von Oldambt

Das Oldambt ist ein Landstrich in der niederländischen Provinz Groningen. Es liegt zwischen den äußeren Ommelanden, Westerwolde und dem Rheiderland. Es setzt sich heute aus drei Gebieten zusammen, dem Klei-Oldambt, dem Wold-Oldambt und dem niederländischen Teil des Rheiderlandes, das dort Reiderland heißt und geschrieben wird. Das Oldambt umfasst die heutige Gemeinde Oldambt. Ursprünglich gehörte auch der südliche Teil von Menterwolde und Teile der Gemeinden Veendam und Pekela zum Oldambt, aber gegenwärtig zählt man diese eher zu den Groninger Fehnkolonien.

## Geschichte

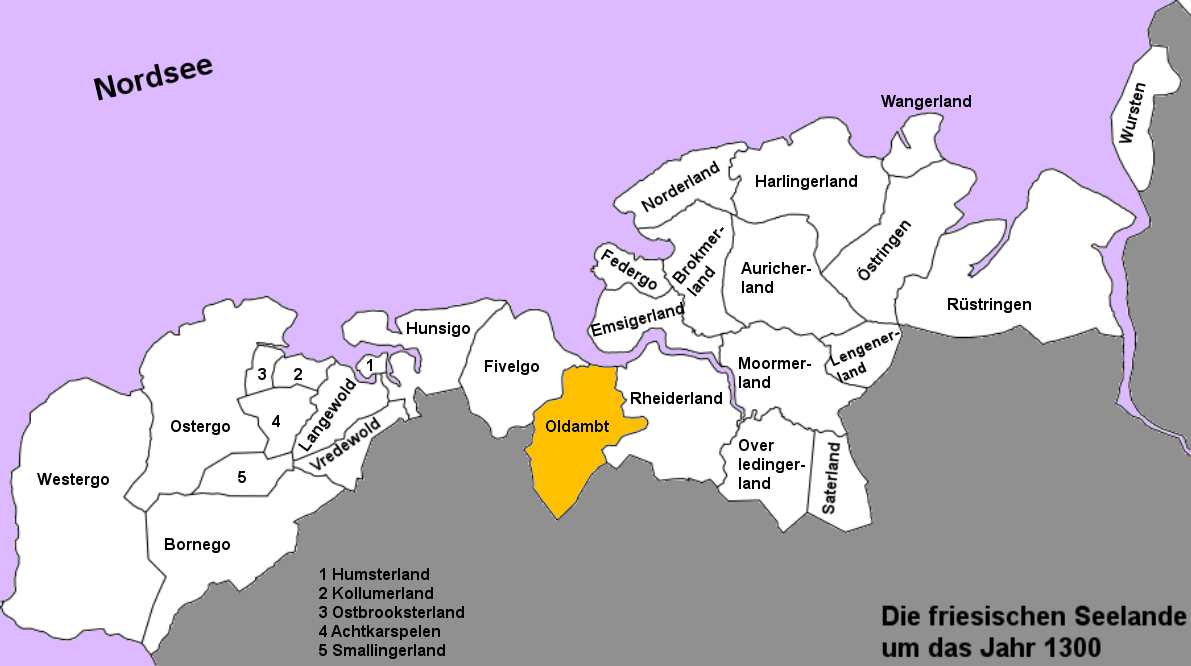
Das Oldambt um 1300

Das historische Oldambt (noch ohne die rheiderländer Gebiete) gehörte zu den Ommelanden im ost-lauwerschen Friesland. Das „Alte Amt“ lag zunächst nur am Unterlauf der Ems, aber durch Besiedlung wurden südliche Moorgebiete erschlossen. Das Oldambt kam früh unter fränkische Herrschaft und teilte sich bereits damals in das Wold-Oldambt (Süd-Oldamt) und das Klei-Oldambt (Nord-Oldambt). Es wurde später das vierte Mitglied der Ommelander Union von Groningen. Hauptort war damals Midwolda, die dortige Kirche wurde für Ratsversammlungen genutzt.
Am 23. Mai 1568 kam es im Oldambt beim Kloster von Heiligerlee im Rahmen des Achtzigjährigen Krieges zu einer Schlacht zwischen den Spaniern und niederländischen Freiheitskämpfern. Diese konnten die Niederländer zwar für sich entscheiden, jedoch fiel Graf Adolf von Nassau (siehe Schlacht von Heiligerlee).
Im 19. Jahrhundert entwickelte sich eine große Kluft zwischen Arm und Reich. Dies hat dazu geführt, dass insbesondere das Reiderland bis heute eine Hochburg der niederländischen Kommunisten geblieben ist.

## Sprache
Umgangssprache im Oldambt ist meist das Groninger Platt (Gronings), eine niedersächsische Mundart (Nedersaksisch) mit Einflüssen der zu den friesischen Sprachen gehörenden ostfriesischen Sprache, was auch beim Ostfriesischen Plattdeutsch der Fall ist. Es heißt, dass das Oldambt das Gebiet in Groningen ist, wo noch am meisten Nedersaksisch gesprochen wird. Schulsprache ist jedoch das Niederländische.

## Infrastruktur
Das Oldambt ist durch Autobahn- und Bahnstrecken dies- und jenseits der deutsch-niederländischen Grenze gut erschlossen. Besondere Aufmerksamkeit liegt derzeit auf dem Projekt De Blauwestad, ein Großbauprojekt an einem künstlichen Gewässer.